# Manuel Fernandes (football, 1951)
Pour les articles homonymes, voir Manuel Fernandes.
Manuel Fernandes, de son nom complet Manuel José Tavares Fernandes, né le 5 juin 1951 à Sarilhos Pequenos et mort le 27 juin 2024 à Lisbonne, est un footballeur portugais devenu entraîneur.

## Carrière

### Joueur
Il remporte le championnat du Portugal à deux reprises avec le Sporting Portugal, lors de la saison 1979-1980 et 1981-1982.
Lors de la saison 1985-1986, il termine meilleur buteur du championnat portugais après avoir inscrit 30 buts avec le Sporting.
Attaquant de l'équipe du Portugal entre 1975 et 1987, il inscrit 7 buts en 31 sélections.

### Entraîneur
Le 28 février 2011,  le Vitória Setúbal annonce le départ de Manuel Fernandes, alors que son contrat expirait jusqu'en 2012.

## Palmarès
- 31 sélections et 7 buts en équipe du Portugal entre 1975 et 1987

- Championnat du Portugal :
  - Champion en 1980 et 1982.
  - Meilleur buteur  : 1986.

- Coupe du Portugal :
  - Vainqueur en 1978 et 1982.

- Supercoupe du Portugal :
  - Vainqueur en 1982 et 1987.